# Salomon Düsseldorf
Salomon Düsseldorf (jüdischer Name Salomon Gottschalk [Levi] oder auch Löb Hannover; * um 1665 in Düsseldorf; † 14. April 1745 in Hannover) war ein deutscher Hofbankier jüdischer Herkunft. Er war Stifter der Synagoge in Hannover.

## Leben
Salomon Düsseldorf stammte aus einer der angesehensten Familien, nicht nur Hannovers, sondern gesamt Norddeutschlands. Düsseldorfs Familie war ein Zweig der Familie Goldschmidt aus Frankfurt.
Nach der Residenzgründung 1636 kam er nach Hannover. Er war der angesehenste Mann aus der Düsseldorfer Judengasse. 1680 zog er um nach Hannover. Dort wurde er Gemeindeältester und 1719 Hofjuwelier.

## Synagoge
In seinem Haus in der Calenberger Neustadt wurde 1688 die erste Synagoge eingerichtet, die nach Überlieferung von Glückel Hameln so klein gewesen sein soll, dass man nur durch den Frauenraum in den lediglich den Männern vorbehaltenen Hauptraum gelangen konnte.

## Familie

Grab von Salomon Düsseldorf auf dem
Alten Jüdischen Friedhof an der Oberstraße in Hannover

Salomon Düsseldorf war verheiratet mit seiner Cousine Blümchen Gans († 1. Februar 1736, Friedhof Oberstrasse Grab Nr. 221), Tochter des Israel Joseph Natan Gans (* 30. April 1689, Friedhof Oberstrasse Grab Nr. 172) und der Spinze Goldzieher († 3. Dezember 1728, Friedhof Oberstrasse Grab Nr. 173), Tochter des Moses Aron Goldzieher aus Hamburg.
Auch seine Mutter Gelle Gans stammte aus der großen Mindener Kaufmannsfamilie Gans. Sie ist Tochter bzw. Enkelin des Salman Gans (* um 1610 in Minden, † 6. April 1654 in Hannover) und der Jente Goldschmidt aus Hameln (* ca. 1628 in Hameln, † 25. Juli 1695 in Hannover).
Seine Kinder waren:
- Moses Salomon Düsseldorf († 16. Mai 1761 in Hannover, Friedhof Oberstrasse Grab Nr. 219), Gemeindevorsteher, „Kgl. Großbritannischer Hofjuwelier“ mit Patent vom 6. Dezember 1745 ⚭ Rebecca Jütchen Limburg aus Frankfurt († 17. Februar 1750 in Hannover)
  - Gottschalck Moses Levi Düsseldorf  (gest. 1796/97), Hofjude in Hannover
    - Elisabeth (1770 Hannover – 1816 Hamburg), verheiratet mit Martin Joseph Haller
    - Frumet, verheiratet mit Philipp Wolf Oppenheim[4]
    - Henriette, verheiratet mit Levy Michael David
    - Amalie Angelika (1777–1838), verheiratet mit Ludwig Baron von Stieglitz

- Esther Düsseldorf († 12. April 1770, Friedhof Oberstrasse Grab Nr. 219) ⚭ Markus Jaffe Schlesinger († 7. Dezember 1779 in Hannover, Friedhof Oberstrasse Grab Nr. 178)

- Samson Salomon, „Kgl. Großbritannischer Faktor“ in Amsterdam

- Jehuda Löb Düsseldorf[5] († 30. Dezember 1788 in Altona, Grab Nr. 5936, Inv. Nr. 1629) ⚭ Edel, Tochter des Hirz Scheuer

- Hindchen Düsseldorf († 11. März 1729, Friedhof Oberstrasse Grab Nr. 249) ⚭ Michael David (* 1685 in Halberstadt, † 24. Oktober 1758 in Hannover)